# Sport Vereniging Estrellas
L'Sport Vereniging Estrellas és un club de futbol de la ciutat de Kralendijk, a Bonaire. Va ser fundat el 10 de febrer de 1968.

## Palmarès
- Lliga de Bonaire de futbol:[2]
  - 1961–62, 1962–63, 1963–64, 1965–66, 1974–75, 1978, 1988, 1998–99, 1999–00, 2000–01, 2001–02